# Jean Cartier
Atanas Mironescu, conocido como Jean Cartier (Rumania; ?-Buenos Aires, Argentina; 1976) fue un diseñador, actor, vestuarista, músico, cantante, guionista, conductor, libretista y  director televisivo búlgaro nacionalizado argentino. Considerado como uno de los pioneros de la TV argentina. A siete días de comenzadas las transmisiones televisivas en la Argentina, conducía, producía o dirigía cinco programas.

## Carrera
Nacido en Rumania, pero criado en Francia viajó  a fines de la década de 1940 a la Argentina, tras ser perseguido por los nazis,  donde hizo una vasta trayectora y convirtiéndose en el pionero de los programas de moda en la televisión en ese país.
Por sus aficiones artísticas siempre fue la "oveja negra" de la familia que, como castigo y con esperanzas de que allá se reformara, lo enviaron a París. Sin embargo, la medida no fue suficiente ya que al pequeño Mironescu le tiraban las luces y el escenario, y en la década de 1930 se convirtió en asistente teatral de nadie menos que de Carlos Gardel. Tras llegar a la Argentina se inició como chansonier en la confitería Goyescas, cuyo dueño le hizo entender la necesidad de cambiar su nombre, Pio Mironescu, por otro más comercial. Así nació el seudónimo de Jean Cartier. Debidamente rebautizado, enseguida pasó a Radio Belgrano.
En televisión se hizo conocido por El arte de la elegancia, comenzó como un programa de ficción , evocando la vida del célebre diseñador Jacques Fath, se emitió durante casi 30 años consecutivos con uno de los más altos ratings de nuestra tv, mostrando la moda argentina todos los sábados en horario central. En 1955 anima el programa Cartier's Ravue, con libro y dirección de él mismo, una revista musical con Amelita Vargas, María Fernanda, Marcos Caplán, Mario Clavell y gran elenco, y el ballet de Elbio Reyes. También trabajó en otros ciclos como La troupe de la TV (1955). Luego de una estadía de casi dos años en la televisión brasileña regresa a la Argentina donde continúa con su carrera. simultáneamente a su carrera televisiva tuvo incursiones radiales. Trabajó en 1953 en Cita con Jean Cartier y Melody Bar junto a Guillermo Brizuela Méndez, María Fernanda y Mario Faig, y antes de que termine 1951 estrenó lo que se consideró como uno de los primeros programas de entretenimientos: Complételo usted, conducido por el animador Federico.
Con su cabello rubio y ojos claros, también fue el creador y realizador y conductor de una variedad de programas y formatos desde ficción, musicales, entretenimiento, concursos de belleza, teatro de revistas en tv, donde debutan muchos de los nombres que quedaron en nuestro recuerdo como Alberto Olmedo.
En cine trabajó como guionista en Amor a primera vista  (1956), con dirección de Leo Fleider, protagonizada por Lolita Torres y Osvaldo Miranda. En 1961 se desempeñó como vestuarista para la película El rufián, dirigida por Daniel Tinayre, con Carlos Estrada y Egle Martin.
También fue animador junto a su esposa del reconocido Concurso Miss Argentina.
En su homenaje, la actriz y conductora María Fernanda Cartier, con quien estuvo casado por varias décadas, creó en 1980 los Premios Jean Cartier. El propósito de la creación de este premio es “sembrar el porvenir”, premiando el presente en cuanto es permanente y digno, para que el ejemplo de los mejores sirva de factor de emulación a nuestra juventud.

## Vida privada
Estuvo casado con la actriz, cantante y animadora italo-argentina María Fernanda Cartier, a quien conoció en 1941. Su amor a primera vista en plena dictadura nazi. Al ser María Fernanda de nacionalidad italiana, ella tenía un pasaporte que le permitía salir del país mientras que Jean estaba condenado a quedarse.  Después de casados Jean atravesó media Europa en forma clandestina, arriesgando su vida, para encontrarse con María Fernanda en la ciudad austriaca de Salzburgo. De allá se trasladaron a París y finalmente viajaron a la Argentina, como refugiados, en el buque Campana en 1948. Junto a María Fernanda tuvo dos hijos varones llamados Juan Alejandro y Domingo Fernando.

## Filmografía
Como guionista:
- 1956: Amor a primera vista.

Como vestuarista:
- 1961: El rufián.

## Televisión
- 1958: La revista de Jean Cartier
- 1955: La troupe de la TV.
- 1955: Cartier's Ravue.
- 1954/1974: El arte de la elegancia
- 1953: Cita con Jean Cartier
- 1951: Complételo usted
- 1951: Melody Bar